# Ikoku Meiro no Croisee
Ikoku Meiro no Croisee (яп. 異国迷路のクロワーゼ Икоку мэйро но Курова:дзэ, букв.«В лабиринте чужеземных перекрестков») — сёнэн-манга, написанная и проиллюстрированная Такэдой Хинатой. Первоначально выходила в журнале Dragon Age Pure, но впоследствии стала печататься в Monthly Dragon Age издательства Fujimi Shobo.

## Сюжет
Действие сюжета разворачивается в последней четверти XIX века, когда европейская цивилизация стала интересоваться японской культурой. Юнэ, уроженка страны восходящего Солнца, приезжает в Париж, где устраивается на работу в магазин Enseignes du Roy (яп. アンセーニュ・ド・ロア Ансэ:ню до роа, Королевские вывески), где находит заинтересованного собеседника Клода, владельца магазина.

## Список персонажей
Юнэ (яп. ユネ) — японская девушка, приехавшая во Францию, исполняя семейную традицию. Хорошо говорит по-французски, очень робка и стеснительна. Долгое время не могла привыкнуть к европейскому укладу жизни, поскольку сторонится всего незнакомого. Помогает в мастерской.
Сэйю — Нао Тояма
Клод Клодель (яп. クロード・クローデル Куро:до Куро:дэру) — молодой хозяин магазина, занимающийся производством вывесок. Вместе с дедушкой опекает Юнэ. Немного вспыльчив, порой резковат на словах, всегда держит слово. Дал Юнэ обещание выкупить кимоно её матери у семьи Бланш.
Сэйю — Такаси Кондо
Оскар Клодель (яп. オスカー・クローデル Осука: Куро:дэру) — дедушка Клода, именно он привёз Юнэ в Париж из Японии. В свои преклонные годы уже давно отошёл от дел в мастерской. Пользуется женским вниманием, но, как правило, в отношениях ему не везёт.
Сэйю — Хидэюки Танака
Алиса Бланш (яп. アリス・ブランシュ Арису Бурансю) — младшая дочь богатой семьи Бланш. Будущая владелица Галереи, в которой находится магазин Клода. Избалована, не приемлет отказа в своих прихотях. Обожает всё, что связано с Дальним Востоком, и желает, чтобы Юнэ переехала жить к ней.
Сэйю — Аой Юки
Камилла Бланш (яп. カミーユ・ブランシュ Ками:ю Бурансю) — старшая сестра Алисы. В детстве была дружна с Клодом.
Сэйю — Саюри Яхаги
Жан Клодель (яп. ジャン・クローデル Дзян Куро:дэру) — отец Клода и сын Оскара Клоделя. Имел маленький рост и маленькие руки, но прославился очень искусным изготовителем вывесок, за что сын часто считал его своим соперником в этом деле. Умер, упав со стеллажей во время строительства универмага, принадлежавшего семейству Бланш. Из-за этого случая Клод наотрез отказывался посещать этот универмаг и стал более негативно относиться к семье Бланш.
Сионэ (яп. 汐音) — старшая сестра Юнэ.
Сэйю — Мамико Ното

## Музыка
Композитором аниме является трио Ko-ko-ya.
- Открывающая композиция
  - «Sekai wa Odoru yo, Kimi to.» (яп. 世界は踊るよ、君と。 Сэкай ва одору ё, кими то., «Мир танцует вместо с тобой») исполняет Ёмо то Охана
- Закрывающие композиции
  - «Koko kara Hajimaru Monogatari» (яп. ここからはじまる物語 Коко кара хадзимару моногатари, «История, что начинается сейчас») исполняет Нао Тояма
  - «Tomorrow`s Smile» исполняет Кана Ябуки
  - «Tooku Kimi e» (яп. 遠く君へ То:ку кими э, «Далеко, к тебе») исполняет Мэгуми Накадзима